# جورج روبي (سياسي)
جورج روبي (بالإنجليزية: George Ruby)‏ هو صحفي وسياسي أمريكي، ولد في 1841، وتوفي في 31 أكتوبر 1882. حزبياً، نشط في الحزب الجمهوري. وقد انتخب عضو مجلس ولاية تكساس.